# Virginie Mauvais
Pour les articles homonymes, voir Mauvais.
Virginie Mauvais, née le 2 août 1797 à Nancy et morte le 27 juin 1892 dans cette même ville, est une institutrice puis inspectrice des écoles municipales, ainsi qu'une donatrice de l'hôpital et des œuvres de bienfaisance de Nancy.

## Biographie
Virginie Mauvais est née au 70, Grande-Rue à Nancy, le 2 août 1797,,.
Son père, prêtre constitutionnel, s'était marié pendant la Révolution française et la famille s'est trouvée en difficulté lors de la Restauration. Elle dut d'ailleurs plaider sa cause auprès du général russe qui commandait la place de Nancy, à l'époque occupée par l'Empire russe. Après avoir été défroqué, son père se reconvertit dans le commerce.
Célibataire, Virginie Mauvais a consacré sa vie à l'enseignement et est considérée en France comme la « doyenne de l'Instruction laïque ». Elle a été la préceptrice d'Émile Gallé, à qui elle a appris à lire dans Les Fleurs animées de Grandville,. Elle est l'auteur de plusieurs traités d'éducation.
Après avoir investi dans les Chemins de Fer du Portugal sur les conseils d'un de ses anciens élèves, elle a fait fortune, possédant 500 000 francs lorsqu'elle a pris sa retraite en 1852. Le 18 mars 1890, elle a donné 400 000 francs à la ville de Nancy contre une rente viagère de 24 000 francs par an, à charge pour la ville de construire un pavillon pour enfants à l'hôpital de Nancy, de lui ériger un monument funéraire, et d'apposer une plaque commémorative sur sa maison natale ; elle a donné le reste de sa fortune au bureau de bienfaisance.

## Postérité
Le pavillon de l'hôpital de Nancy construit avec son legs a porté son nom jusqu'en 1982, ainsi que des rues de Nancy, de Tomblaine et de Saint-Max.
Une plaque commémorative a été posée sur la façade du 70, Grande-Rue où elle est née,.
Elle repose sur la place des bienfaiteurs et bienfaitrices de la ville de Nancy au cimetière de Préville. Le monument funéraire, une statue en bronze d'Ernest Bussière, représente deux enfants lisant, l'aîné guidant le cadet.

## Publications
- 1832 : Vocabulaire de lecture, à l'usage des élèves de l'école-modèle de jeunes demoiselles
- 1834 : Grammaire élémentaire à l'usage des élèves de l'école modèle de jeunes demoiselles
- 1834 : Leçons graduées de lecture sans épellation et d'orthographe usuelle
- 1840 : Leçons de géographie méthodique, à l'usage des écoles primaires
- 1842 : Leçons de lecture et d'orthographe pratique
- 1853 : Leçons graduées de lecture et d'orthographe, exercices et applications